# 一ノ倉貫一

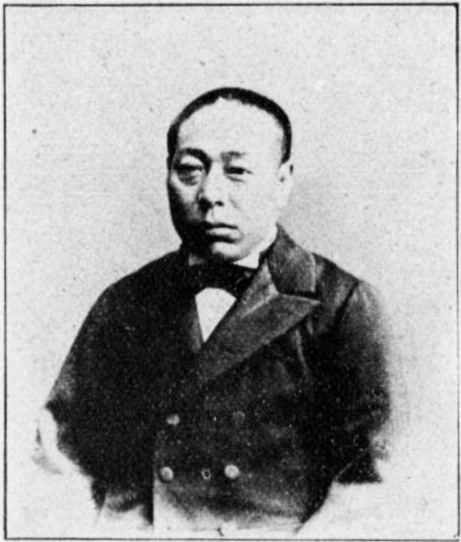
一ノ倉貫一

一ノ倉 貫一（いちのくら かんいち、1857年1月23日（安政3年12月28日）- 1922年（大正11年）12月11日）は、明治から大正期の大地主、教育者、実業家、政治家。衆議院議員。

## 経歴
陸奥国和賀郡、のちの岩手県東和賀郡小山田村（和賀郡小山田村、東和町を経て現花巻市）で、一ノ倉家に生まれ、一ノ倉宇兵衛の養子となり1893年（明治26年）8月に家督を相続した。
1878年（明治11年）宮城師範学校を卒業。仙台市小学校訓導、宮城県師範学校教員、岩手県属、岩手県獣医学校長、郡長などを歴任した。その他、徴兵事務官、勧業諮問会員、市町村制実施法取調委員、府県制郡制実施法取調委員、日本赤十字社特別社員なども務めた。
1902年（明治35年）8月、第7回衆議院議員総選挙（岩手県郡部、帝国党）で当選し、1903年（明治36年）3月、第8回総選挙（岩手県郡部、帝国党）でも再選され、衆議院議員に連続2期在任した。
実業界では、岩手県農工銀行取締役、同頭取、岩手軽便鉄道取締役などを務めた。